# ФК Рађевац
ФК Рађевац је српски фудбалски клуб из Крупња. Tренутно се такмичи у Српској лиги запад, трећем такмичарском нивоу српског фудбала.

## Историјат
Клуб је формиран 1922. године под именом Рађевац. Пет година касније мења име у Петар Радојловић, по мештанину чија су два сина погинула у Првом светском рату. Од 1944. године, клуб враћа име Рађевац.
Највећи успех остварио је у сезони 1999/00 када се такмичио у Другој лиги СР Југославије. Након само једне сезоне, испао је из овог ранга такмичења. Убрзо је уследила криза резултата и Рађевац је испао чак у Међуопштинску лигу Јадар, шести ранг такмичења. У овом рангу се такмичио све до сезоне 2010/11. године када је освојио прво место и пласирао се у Мачванску окружну лигу. Након три сезоне у овом рангу такмичења, освајањем првог места у сезони 2013/14. пласирао се у Зону Дрина (од 2018. године преименована у Колубарско-мачванска зона). У четвртом рангу такмичења Рађевац се такмичио седам сезона, да би у сезони 2020/21, освојио прво место и пласирао се у Српску лигу Запад.
Клуб је свечано обележио 100 година постојања у новембру 2022.

## Новији резултати
| Сезона   | Ранг | Лига                      | Позиција | ИГ  | Д  | Н | П  | ГД | ГП | ГР  | Бод | Куп                  |
| -------- | ---- | ------------------------- | -------- | --- | -- | - | -- | -- | -- | --- | --- | -------------------- |
| 2018/19. | 4    | Колубарско-мачванска зона | 9.       | 26  | 10 | 4 | 12 | 39 | 37 | +2  | 34  | Није се квалификовао |
| 2019/20. | 4    | Колубарско-мачванска зона | 2.       | 191 | 9  | 2 | 4  | 34 | 22 | +12 | 29  | Није се квалификовао |
| 2020/21. | 4    | Колубарско-мачванска зона | 1.       | 30  | 21 | 6 | 3  | 63 | 24 | +39 | 69  | Није се квалификовао |
| 2021/22. | 3    | Српска лига Запад         | 11.      | 30  | 9  | 9 | 12 | 28 | 32 | -4  | 36  | Није се квалификовао |
| 2022/23. | 3    | Српска лига Запад         | -        | -   | -  | - | -  | -  | -  | -   | -   | -                    |

- 1  Сезона прекинута након 19 кола због пандемије Корона вируса